# Candida mesenterica
Candida mesenterica är en svampart som först beskrevs av A. Geiger, och fick sitt nu gällande namn av Diddens & Lodder 1942. Candida mesenterica ingår i släktet Candida, ordningen Saccharomycetales, klassen Saccharomycetes, divisionen sporsäcksvampar och riket svampar.   Inga underarter finns listade i Catalogue of Life.